# 千光寺 (京都市)
千光寺（せんこうじ）は、京都府京都市西京区嵐山中尾下町にある黄檗宗系の単立寺院。山号は嵐山、寺号は詳しくは大悲閣千光寺と称する。本尊は恵心僧都作といわれる千手観音菩薩。江戸時代の豪商角倉了以の木像があることで知られる。境内にある、切り立った岩肌に建つ舞台造りの観音堂（客殿とも）は大悲閣と呼ばれるため、寺そのものの別称も「大悲閣」と呼ばれる。

## 歴史

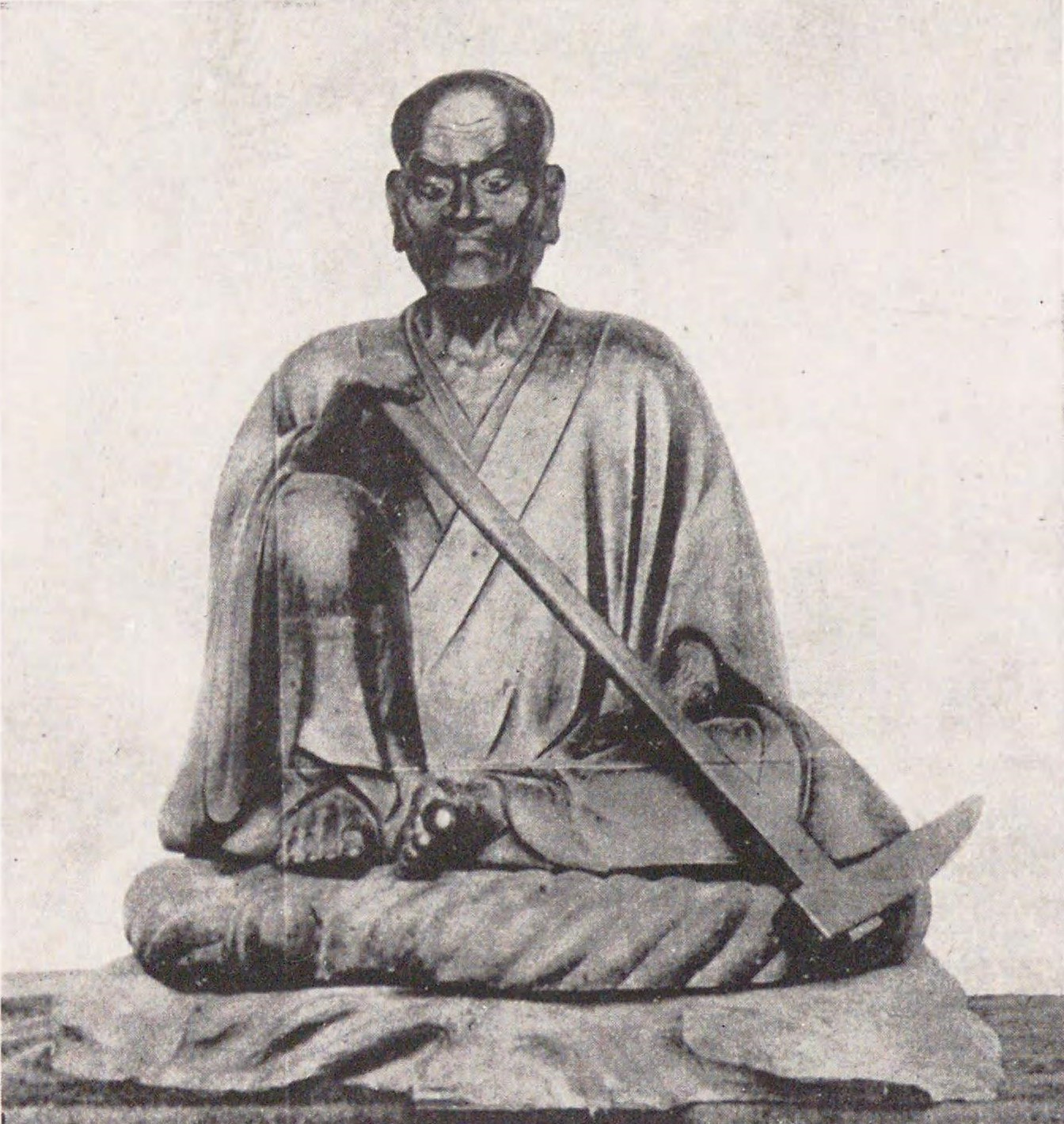
千光寺所蔵の角倉了以木像

この寺の創建年代等については不詳であるが、当初は現在の嵯峨清涼寺の近くにあり、後嵯峨天皇の祈願所であったが長らく衰退していた。江戸時代初期の慶長19年（1614年）、豪商角倉了以が、大堰川を開削する工事で亡くなった人々を弔うために、嵯峨の中院にあった千光寺を現在地に移転させた。もとは天台宗であったが、文化5年（1808年）に黄檗宗に改宗した。
明治維新（廃仏毀釈）で一旦衰退した後、大悲閣以外や境内を失った後、徐々に本堂などを再建したが、1959年の伊勢湾台風により大きな被害を受けた。本堂も大悲閣も屋根の多くが飛び、仮補修でしのいできたが、1978年に本堂は解体された。その後現在の仮本堂や仮庫裏が建てられるが、小規模なプレハブ建築である。大悲閣も長らく仮補修の状態で、舞台造りの建物は金属ワイヤで支えられ、ワイヤを隠すため床下の木組み部分を工事用の白いシートで覆われ、欄干部分に出ることはできず、窓の部分にはワイヤがX字に交差して風景を邪魔する状態が長く続いた。2012年になり正式な改修工事が行われ、大悲閣は元の姿を取り戻した。
現在の大悲閣は、保津川の開削を計画した角倉了以や、その一族（外祖父）で塵劫記の著者の吉田光由に因み、そろばんや数学・理学向上の寺ともされている。

## 所在地
- 京都市西京区嵐山中尾下町62
  - 渡月橋から大堰川（桂川）の右岸（南岸）を上流に徒歩1.2km。
  - 星野リゾート「星のや　京都」と隣接しているが、「星のや　京都」の送迎船は、宿の利用者だけが使えるため、一般の参拝者は歩くかレンタサイクル利用のみとなる。

## 境内
- 観音堂
  - 崖に建っている舞台造りの建物で、椅子の置かれた縁側からの京都市街の眺望が良い。無料で使える双眼鏡が備えられている。
- 仮本堂
  - かつての本堂に祀られていた仏像や角倉了以の像がぎっしりと安置されている。
- 庫裏
- 鐘楼
  - 1人3回まで無料で撞くことができる。
- 茶処
  - 営業時なら茶や団子などを注文できる。